# Virgilio López Irias
Virgilio López Irias OFM (ur. 29 września 1937 w La Ceiba, zm. 22 czerwca 2004) – honduraski duchowny katolicki, biskup diecezjalny Trujillo 1987-2004.

## Życiorys
Święcenia kapłańskie otrzymał 14 lipca 1973.
3 lipca 1987 papież Jan Paweł II mianował go biskupem diecezjalnym Trujillo. 7 października 1987 z rąk arcybiskupa Francesco De Nittisa przyjął sakrę biskupią. Funkcję sprawował aż do swojej śmierci.
Zmarł 22 czerwca 2004.